# Zwart-wit (media)

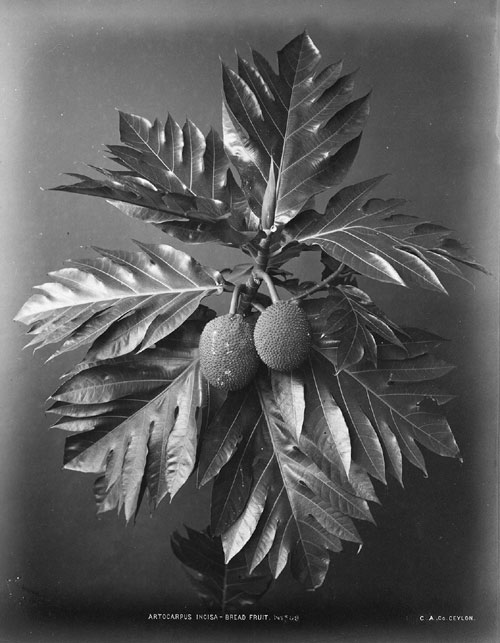
Zwart-witfoto van een broodboom, ca. 1870

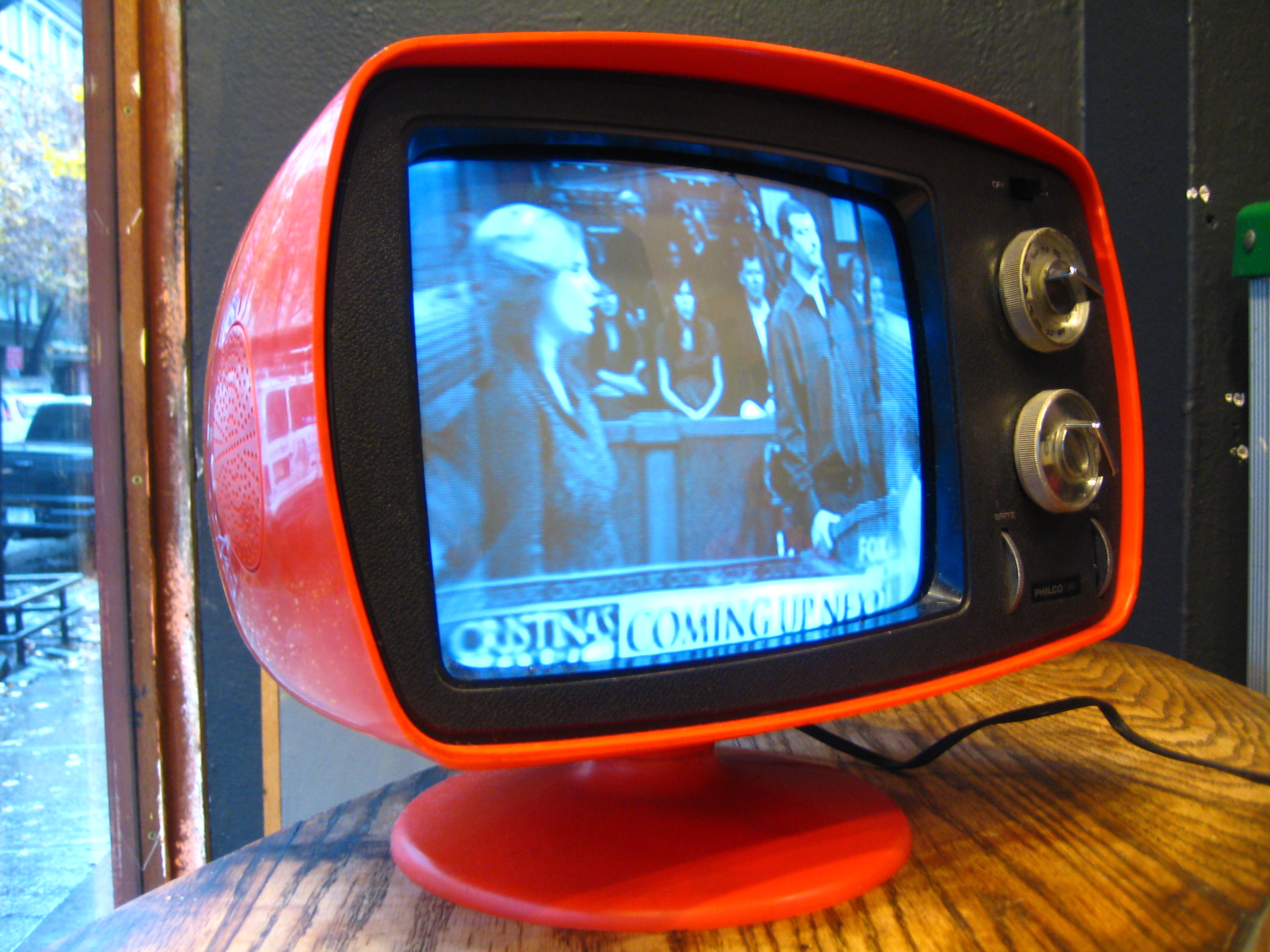
Zwart-wit-tv-beelden zijn in werkelijkheid blauwachtig. Beter is de naam monochrome tv

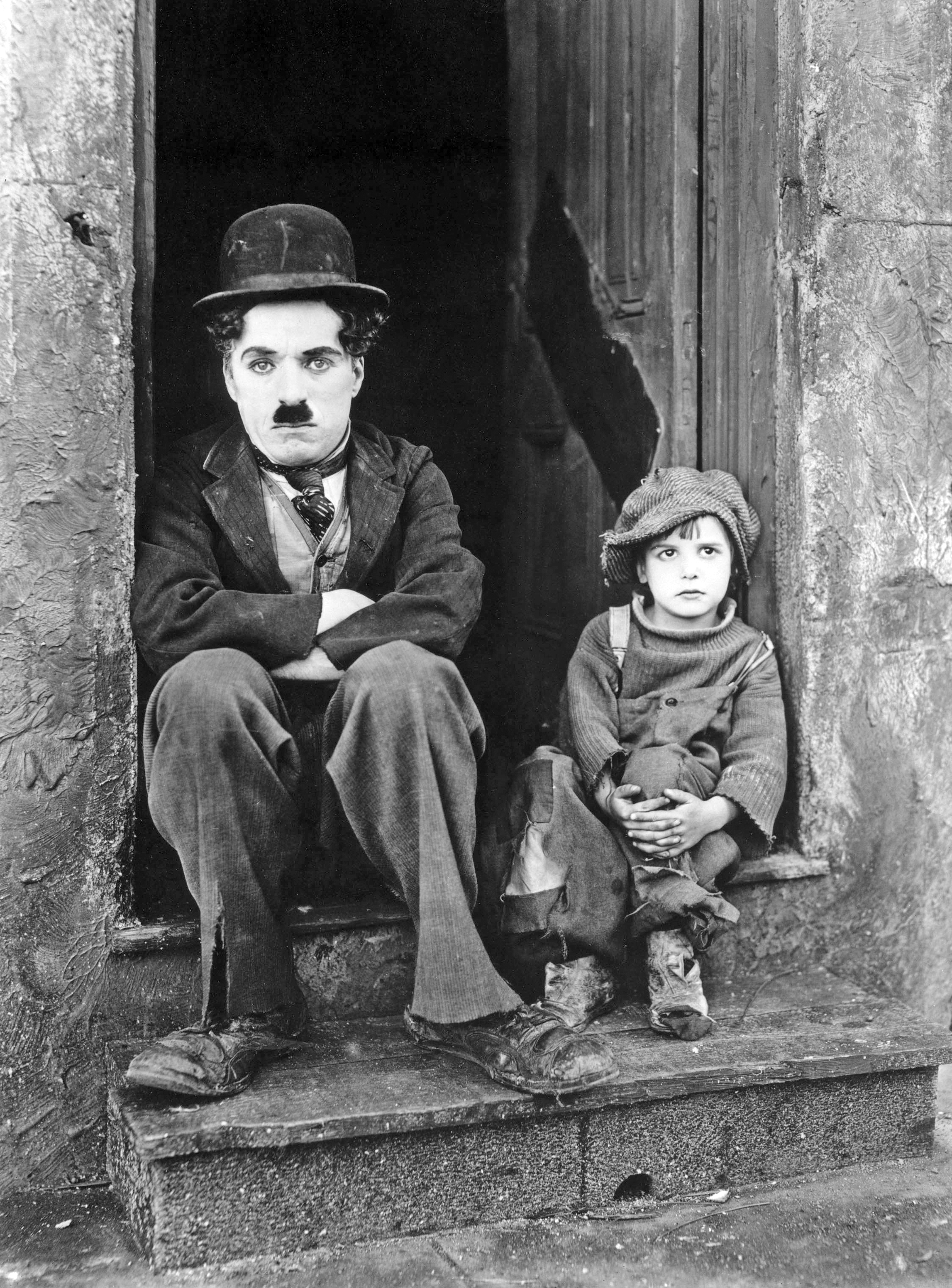
Charlie Chaplin was een van de grote sterren uit de vroege zwart-witfilms

Zwart-wit is een monochroom beeld dat niet in kleurtint varieert. Zwart-witbeelden bestaan nominaal uit zwart, wit, en eventueel verschillen in helderheid (grijstinten). Grijstinten kunnen ook worden gesimuleerd door afwisseling van zwart en wit dicht bij elkaar: hoe meer zwart, hoe donkerder grijs het eruitziet. Dit kan door de dichtheid van zwarte pixels te variëren, maar ook door een halftoonraster, waarbij de grootte van zwarte punten varieert. Bij een lijnets varieert de afstand tussen de zwarte lijnen. Daarbij zijn de afzonderlijke lijnen goed te zien, maar bij de grotere verfijning in de andere gevallen kan het te zien zijn met een vergrootglas, of op een beeldscherm door inzoomen zonder interpolatie.
Andere tinten zoals sepia zijn mogelijk.
De meeste visuele technologieën ontstonden aanvankelijk in zwart-wit. Later werden kleurenversies ontwikkeld.
- Fotografie was aanvankelijk zwart-wit; halverwege de twintigste eeuw maakte kleurenfotografie een opmars. Zwart-witfotografie blijft bestaan om artistieke redenen. Kleur is immers niet evident. Fotografen of regisseurs opteren vaak voor zwart-wit, omdat kleuren zich wisselvallig kunnen gedragen: ze botsen of passen niet bij elkaar.
- Veel kranten en ander drukwerk bleven zwart-wit tot de jaren 1970. Ook daarna was kleurendruk beperkt tot de voorpagina en andere prominente pagina's en bleven andere pagina's zwart-wit om kosten te besparen.
- Films en tekenfilms waren aanvankelijk zwart-wit. Er werd op kleine schaal geëxperimenteerd met kleur, ook met handmatig inkleuren. Tijdens de jaren 1930 tot jaren 1950 ontwikkelde de kleurenfilm zich. De eerste kleurenanimatiefilm was Flowers and Trees (1932) van de Walt Disney Studios.
- Kleur werd halverwege de jaren 1960 de norm in de bioscoop, al verschenen er al in de jaren 1930 kleurenspeelfilms, zoals The Adventures of Robin Hood (1938) en Gone with the Wind (1939).
- In de decennia hierna bleef de zwart-witfilm een levende kunstvorm, zoals in Night of the Living Dead (1968), Rumble Fish (1983), de met zeven Oscars bekroonde film Schindler's List (1993), The Man Who Wasn't There (2001), Good Night, and Good Luck (2005) en The Good German (2006). Bij Rumble Fish en Schindler's List zijn er scènes waarbij gekleurde accenten zijn toegevoegd. Bij Rumble Fish is dit een goudvis en bij Schindler's List een rode kinderjas. Er zijn nu ook films die spelen met het onderscheid tussen kleur enerzijds en zwart-wit anderzijds, zoals Pleasantville (1998) en Memento (2000).
- Oorspronkelijk waren televisie-uitzendingen zwart-wit. Kleurenuitzendingen begonnen in de jaren 1950 en werden courant vanaf de jaren 1960 en 1970.

## Inkleuren
Bij handmatig inkleuren van een zwart-witbeeld (bijvoorbeeld een tekening of een zwart-witfoto, of de beelden van een zwart-witfilm) kan worden onderscheiden:
- handmatig één exemplaar (of per exemplaar afzonderlijk) kleuren
- met moderne middelen: handmatig (eventueel met een computer) een zwart-witbeeld (of vele zwart-witbeelden, bijvoorbeeld een oude zwart-witfilm) inkleuren en vervolgens moderne methoden van reproductie gebruiken; bij het inkleuren van een film kan de computer helpen om niet elk afzonderlijk beeld te hoeven inkleuren
- handmatig lithografiestenen (een per kleur) met op elk het zwart-witbeeld, bewerken, zie fotochroom, of analoog voor een andere druktechniek

## Rasterafbeeldingen
Een BMP-bestand van een rasterafbeelding met 1 bit per pixel heeft alleen zwarte en witte pixels. Een BMP-bestand in zwart-wit met bijvoorbeeld 8 bits per pixel heeft 256 grijswaarden, dus 254 grijstinten tussen zwart en wit.